# Lilli Gyldenkilde
Lilli Gyldenkilde, née le 13 février 1936 à Horsens et morte le 8 août 2003, est une femme politique danoise.
Membre de la Social-démocratie puis du Parti populaire socialiste, elle siège au Folketing de 1977 à 1994, au Conseil nordique  de 1984 à 1991 et au Parlement européen de 1994 à 1996.